# Campionati europei di slittino 1939
I Campionati europei di slittino 1939 sono stati l'8ª edizione della competizione.
Si sono svolti a Reichenberg, in Germania.

## Medagliere
| Pos.   | Nazione        | Oro | Argento | Bronzo | Totale |
| ------ | -------------- | --- | ------- | ------ | ------ |
| 1      | Germania       | 2   | 2       | 0      | 5      |
| 2      | Cecoslovacchia | 1   | 1       | 3      | 5      |
| Totale | Totale         | 3   | 3       | 3      | 9      |

## Podi
| Evento            | Oro                       | Argento                       | Bronzo                       |
| Singolo Maschile  | Fritz Preissler           | Martin Tietze                 | Gustav Jezek                 |
| Doppio Maschile   | Walter Feist Walter Kluge | Viktor Schubert Erhard Körner | Rudolf Hermann Albert Krauss |
| Singolo Femminile | Friedel Tietze            | Waltraut Grassi               | Hanni Finková                |